# جيرالد إيفان وليامز
جيرالد إيفان وليامز (بالإنجليزية: Gerald Evan Williams)‏ هو ضابط أمريكي، ولد في 17 ديسمبر 1907 في Bridgewater, Maine ‏ في الولايات المتحدة، وتوفي في 17 فبراير 1949 في الأرجنتين.